# Vrigny (Orne)
Pour les articles homonymes, voir Vrigny.
Vrigny est une ancienne commune française, située dans le département de l'Orne en région Normandie, peuplée de 371 habitants.
Elle a fusionné le 1er janvier 2015 avec trois autres communes, sous le régime juridique des communes nouvelles instauré par la loi no 2010-1563 du 16 décembre 2010 de réforme des collectivités territoriales pour créer la commune nouvelle de Boischampré.

## Géographie

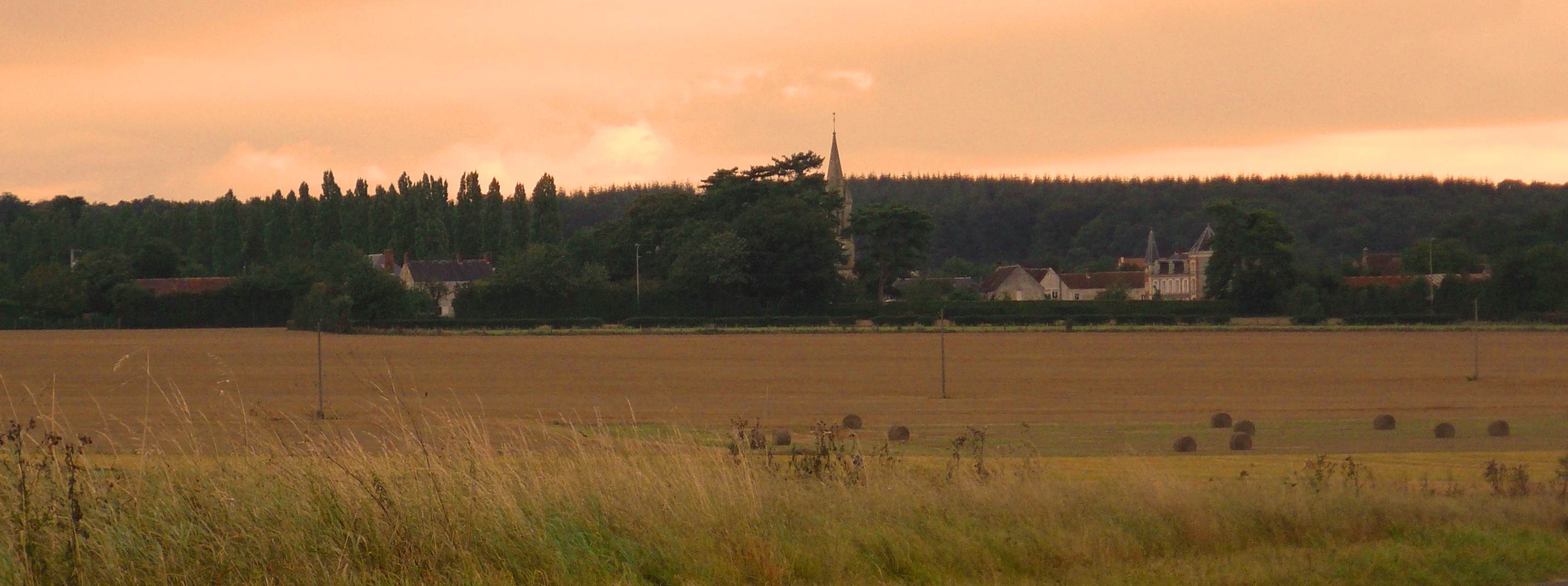
Vue du bourg depuis la plaine, direction La Petite-Rivière.

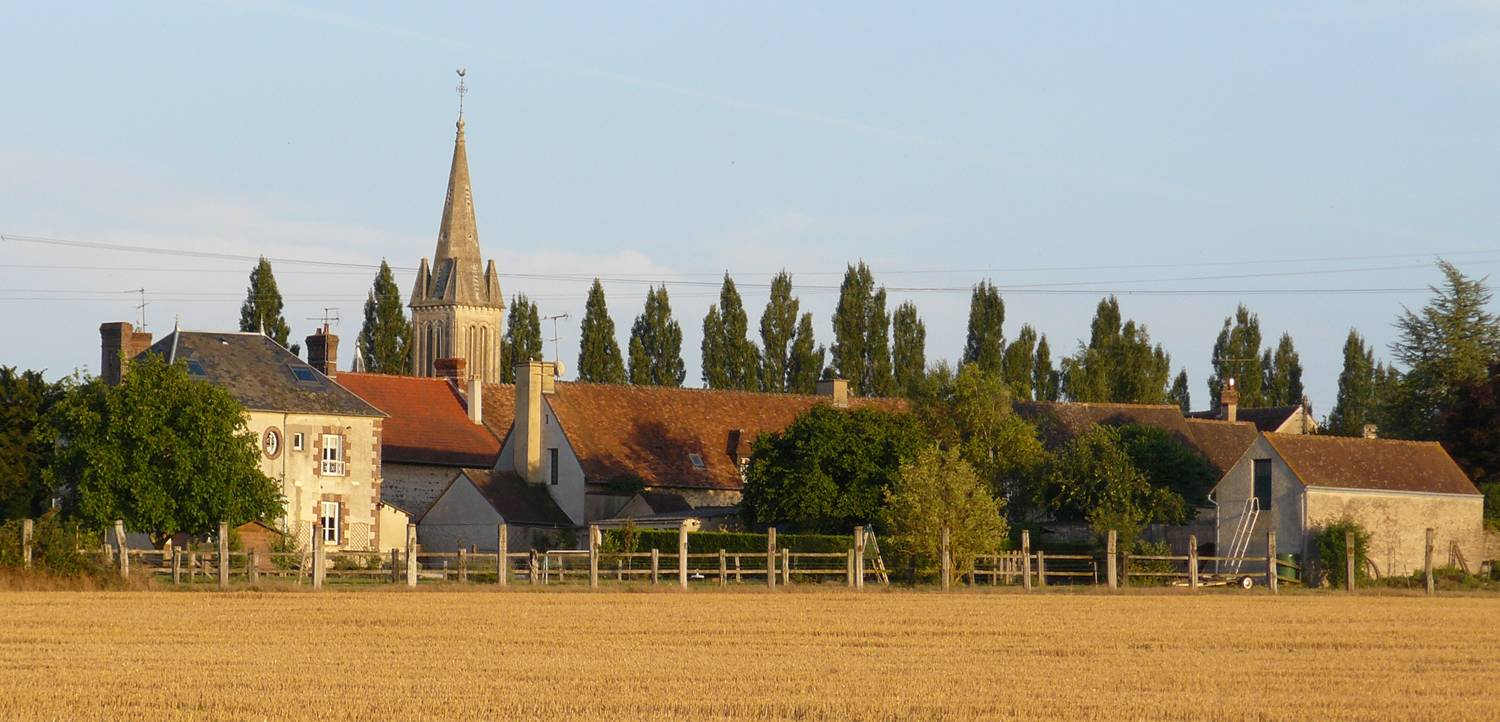
Vue du bourg depuis la plaine.

Le village est niché entre plaine et bocage dans le Parc naturel régional Normandie-Maine. La répartition des paysages de la commune est très contrastée. En bordure de la forêt d'Écouves, la partie méridionale du village s’étend sur un terrain vallonné et boisé, de plus, le bocage y est bien conservé. Quant à la zone septentrionale, elle est beaucoup plus monotone et très dégradée. Elle se matérialise par des plaines découvertes où les labours dominent.
| Sarceaux     | Argentan    | Saint-Loyer-des-Champs      |
| Fleuré       | Vrigny      | Saint-Christophe-le-Jajolet |
| Francheville | La Bellière | Saint-Christophe-le-Jajolet |

Le village est aussi proche d'Écouché (10 km au nord-ouest) et de Mortrée (8 km au sud-est).

### Milieux terrestres

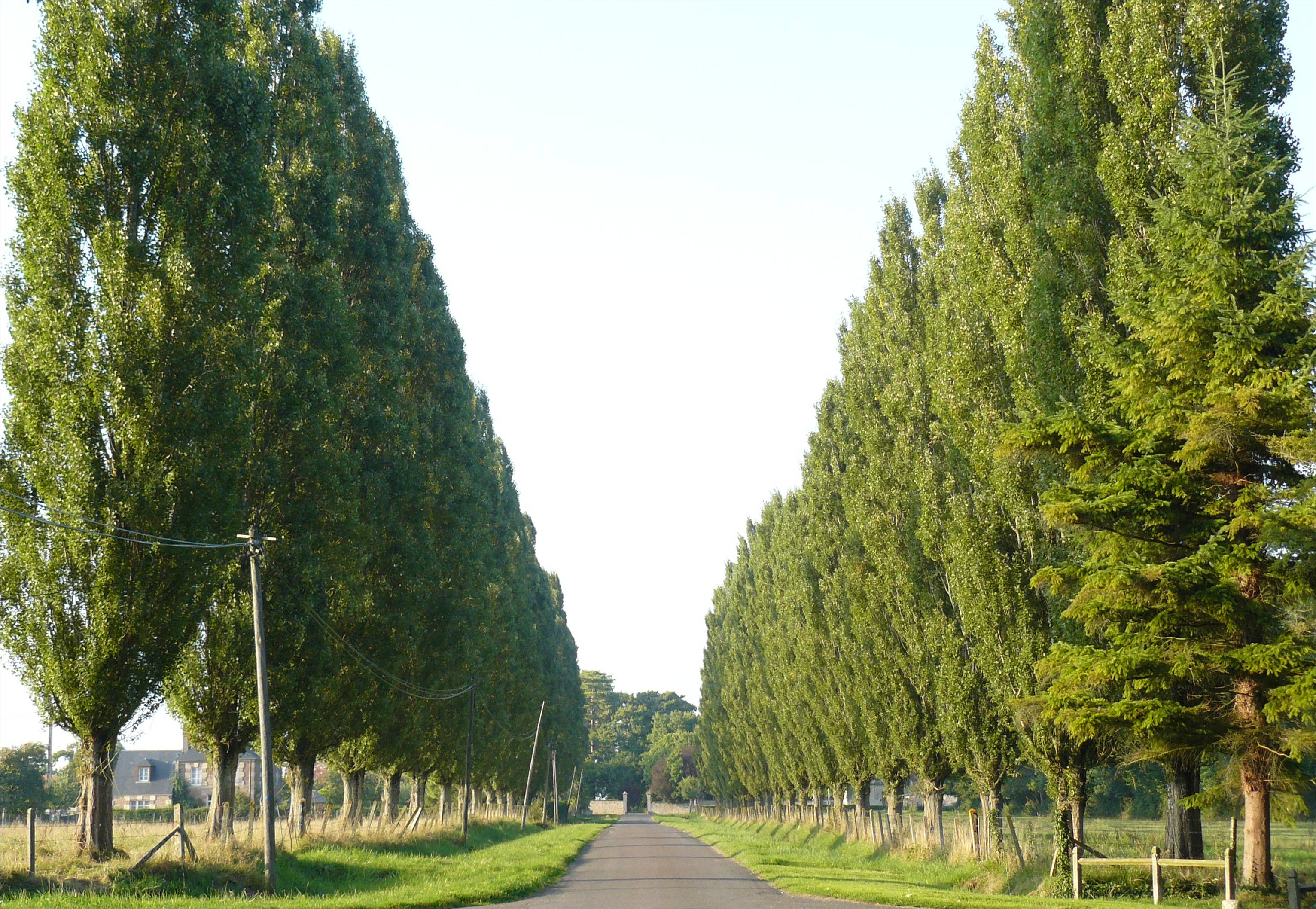
Allée principale menant au bourg.

Les terres agricoles et la forêt prédominent. Les prairies et les cultures occupent 924 ha (68 % de la surface communale) aux côtés des pré-vergers, peu nombreux et en régression. Les bois sont représentés avec 259 ha (19 % de la surface communales).  Chacun de ces milieux présente des types différents, ce qui augmente la diversité : les bois sont humides ou secs, traités en taillis en futaies ou pâturés; les prairies sont pâturées ou fauchées. On retrouve aussi une roselière et quelques friches.

### Milieux aquatiques
Au sud de la commune, on retrouve l’étang de Vrigny, le plus grand du département avec ses 37 ha. Les mares, plus modestes en taille (20 m² en moyenne), sont nombreuses et sont rencontrées majoritairement dans les prairies. Soixante-et-une sont répertoriées sur la commune soit une densité de 4 à 5 mares/km².
L’ensemble des milieux cités est répertorié au sein d’un maillage bocager assez bien conservé. Les 105,7 km de haies inventoriées (78 m/ha) sont composées de plusieurs strates. Parmi les 33 espèces différentes d’arbres, d’arbustes et de plantes grimpantes (lierre, clématites, etc.), le chêne pédonculé, le frêne et le hêtre sont les plus fréquents dans la strate haute, tandis que le noisetier, l’aubépine et le prunellier monopolisent la strate basse et laissent peu de place au nerprun purgatif ou a la viorne obier.

### Faune
Dans les bois, le pic épeiche et le pic vert mais surtout le pic noir (rare en Normandie) ont été observés. Les prairies sont potentiellement riches en insectes tandis que les cultures sont favorables au busard Saint-Martin et aux plantes messicoles (bleuet, coquelicot, nielle des blés).
Au bord de l’étang, nous retrouvons la littorelle uniflore (protégée au niveau national) ou la petite renouée (protégée au niveau régional). L’étang en lui-même, est un lieu de repos et de nourrissage pour les oiseaux.  La foulque macroule et le fuligule milouin y ont été observés en abondance, tandis que le fuligule morillon et les grèbes huppé et castagneux étaient en moins grand nombre. De plus, des oies cendrées y séjournent en hiver.
Les mares représentent un bon potentiel d’accueil pour les amphibiens (grenouilles, tritons et salamandres) ainsi que les libellules.
Les haies sont les hôtesses  de nombreux oiseaux dont la grive draine, la buse variable et la chouette chevêche. Enfin, 35 espèces différentes d’arachnides ont été déterminées dans 7 milieux différents.
En conclusion nous pouvons affirmer que la commune de Vrigny présente un territoire hétérogène mais riche en paysages variés.

### Climat

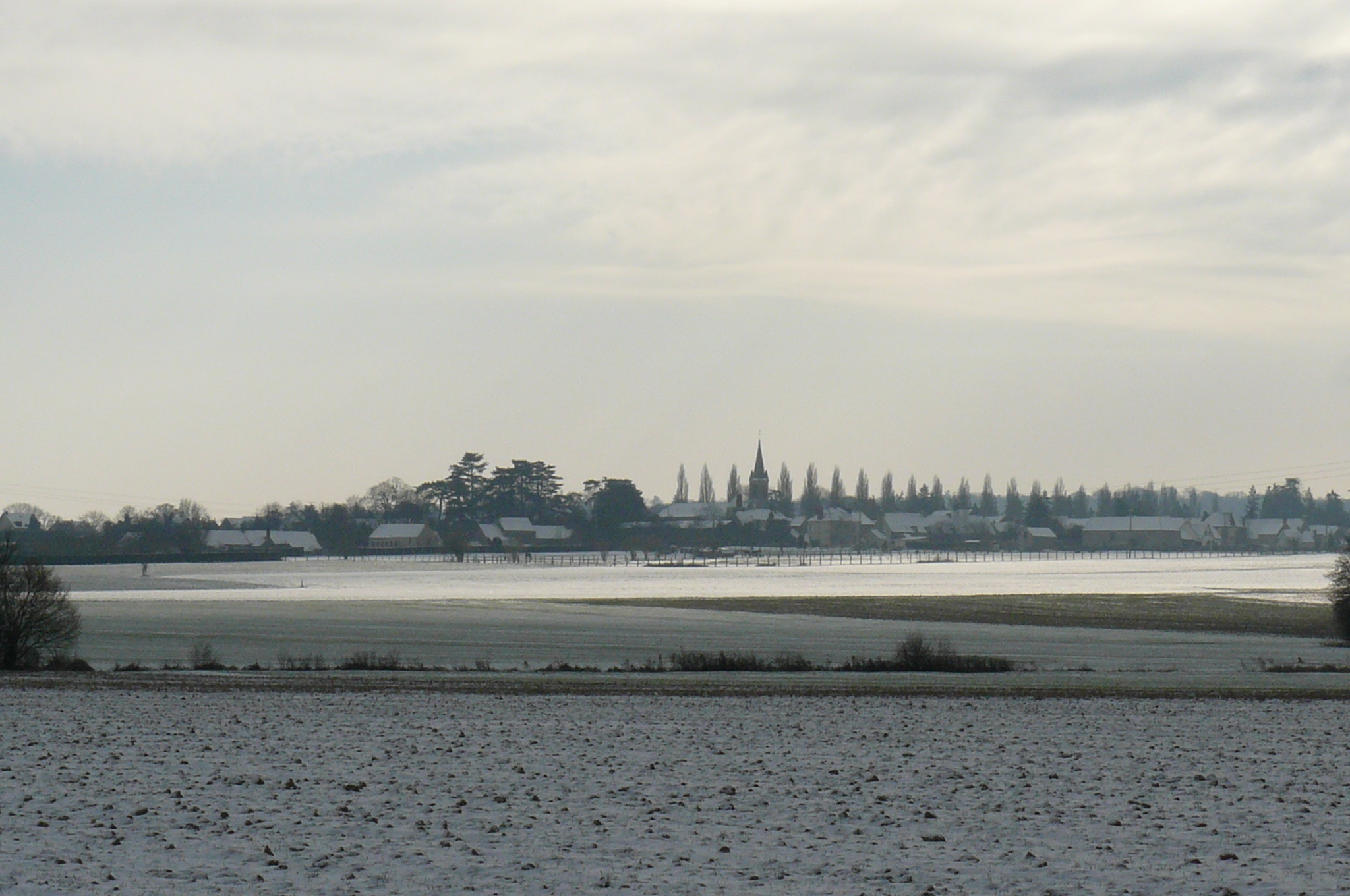
Sous la neige.

Étant dans l’Orne, le climat de Vrigny est de nature océanique. Il constitue une transition entre le climat océanique de la Bretagne et le climat océanique dégradé du bassin parisien. Les hivers sont doux, les étés chauds mais sans excès. Les neiges sont rares et ne durent jamais longtemps, et les gelées sont de courtes durées.

## Toponymie
Tout comme ses homonymes du Loiret ou de la Marne, ce toponyme proviendrait de l'anthroponyme Virinius, suivi du suffixe gaulois -acum, marquant l’appartenance, francisé en -y.
Le gentilé est Vrignois.

## Histoire
Avant la Révolution française de 1789, Vrigny était composé de deux paroisses : Saint-Pierre et Saint-Martin.
Le domaine de Vrigny
Le domaine de Vrigny appartint pendant de très nombreuses années (des temps immémoriaux, selon les formules des actes notariés), à la famille de Droullin, famille qui semble avoir eu de nombreux représentants dans la région et y possédait de nombreux fiefs. 
Ce domaine fort important comprenait entre autres les bois et les étangs faisant maintenant partie du domaine de Sassy et c'est Jehan de Droullin qui vers 1635 construisit la chaussée de l’étang de Vrigny.
En 1624, Robert de Courselle vendit à Jehan de Droullin, sieur de Vrigny et de la Fontaine, le fief noble et sieurie de Saint-Christophe-le-Jajolet.
Les deux domaines de Saint-Christophe-le-Jajolet et de Vrigny furent ainsi réunis dans la même main jusqu’en 1649, date à laquelle, après le décès de leur père, Jean et Jacques de Droullin se partagèrent l’héritage :
- Jean fut seigneur de Vrigny,
- Jacques seigneur de Saint-Christophe-le-Jajolet,
- Jean devant verser à son frère, un retour de 55 000 livres.

Le 2 mars 1652, les deux frères échangèrent leur lot:
- Jacques devint seigneur de Vrigny,
- Jean devint seigneur de Saint-Christophe-le-Jajolet, la solde due par le premier lot étant diminuée de 18 000 livres.

En 1686, Élisabeth de Droullin épousa Jean Vauquelin, seigneur de La Fresnaye-au-Sauvage, la Lande Terrée (lieu-dit situé actuellement sur la commune de Serans), Saint-Malo (commune fusionnée en 1861 avec La Fresnaye-au-Sauvage) et autres lieux auxquels elle apporta le domaine de Vrigny.
En 1722, leur fils, Jean-Jacques, fit ériger en marquisat la terre de Vrigny.
Le plus célèbre marquis de Vrigny fut son fils René Vauquelin. De caractère chicanier, il passa sa vie en procès et en lutte contre ses vassaux. Élu avec difficulté député de la noblesse aux États généraux de 1789, il démissionna quelques mois plus tard. Épargné au début de la Révolution, il fut arrêté en octobre 1783, traduit devant un tribunal révolutionnaire, il monta sur ce qu’on appelle « la dernière charrette » et fut guillotiné le 9 Thermidor An II (27 juillet 1794), jour de l’arrestation de Robespierre.
La marquise, née de Verduc, s’était fixée à Vrigny dès 1791. Ainsi le domaine ne fut pas confisqué comme bien national. On trouve dans les archives de la mairie de Vrigny, des certificats de civisme à la ci-devant marquise. Après la mort de son mari, elle quitta Vrigny et regagna Soisy-sous-Montmorency, son pays d’origine où elle mourut le 8 avril 1797. De leur union était né un fils idiot, Antoine René, interné au château de Soisy-sous-Montmorency où il mourut le 8 décembre 1828.
Durant sa longue tutelle, le château resta à l’abandon et se dégrada peu-à-peu. Ce château, très important, ressemblait dit-on à celui d’Aubigny, près de Falaise, ayant été édifié au XVIIe siècle par le même architecte.
Après le décès d’Antoine René, dernier représentant des Vauquelin de la  Fresnaye-Droullin, la succession fut revendiquée par plusieurs héritiers et il y eut des discussions et procès. Les héritiers de la branche maternelle: famille Magon de Campaneu, descendant des Verduc, cédèrent leurs droits à M. Hippolyte Anguy et au comte Guy Ogier, habitant tous deux la Sarthe, le 27 septembre 1831.
Devenus ainsi propriétaire du domaine de Vrigny, par partage du 9 novembre 1831, ces derniers le vendirent par acte passé devant Me Lautour, notaire à Argentan, à M. et Mme Hellouin de Cenival, propriétaire du château de la marre à Fleuré. Il semble qu’à cette date le château de Vrigny était encore habitable, puisque dans l’acte de vente, MM. Anguy et Ogier se réservaient l’usage de trois chambres pour surveiller l’exploitation des bois du domaine qu’ils s’étaient réservée.
En 1838, M. et Mme Hellouin de Cenival vendirent les bois et les étangs à M. Duval, alors propriétaire du château de Sassy, acquis vers 1850, par le chancelier Pasquier.
Enfin, en 1854, Monsieur Émile Leger acheta des héritiers Hellouin de Cenival ce qui restait du domaine de Vrigny. À ce moment, il n’y avait de l’ancien château que quelques pans de murs entourés de douves qui furent rasés et comblés. M. Leger transforma la partie de gauche des communs en une agréable habitation toujours propriété de la famille Leger.
Restent de chaque côté de la grille d’entrée, deux pavillons Louis XIII surmontés d’épis d’époque et une grande partie des écuries de l’ancien château. Dans une pièce de l'actuel château, on peut voir une peinture sur panneau de bois représentant le marquis de Vrigny et la marquise costumée en Bellone.

## Politique et administration
Liste des maires
| Période                                                                   | Période            | Identité                         | Étiquette | Qualité                          |
| ------------------------------------------------------------------------- | ------------------ | -------------------------------- | --------- | -------------------------------- |
| 2017                                                                      |                    | Évelyne Domet                    | SE        | Œuvre en gestion et comptabilité |
| 2014                                                                      | 2017               | Jean Federici                    | SE        | Retraité                         |
| 2008                                                                      | 2014               | Marcel Travert                   | SE        | Retraité de l'enseignement       |
| 23 mars 2001                                                              | 2008               | Marcel Travert                   | SE        | Professeur d'histoire géographie |
| 23 juin 1995                                                              | 23 mars 2001       | Jean-Pierre Dionot               | SE        | Directeur d'entreprise           |
| 24 mars 1989                                                              | 23 juin 1995       | Joëlle Leger                     | SE        | Agricultrice                     |
| mai 1945                                                                  | 24 mars 1989       | Marcel Leger                     | SE        | Agriculteur                      |
| 17 mai 1908                                                               | mai 1945           | Joseph Leger                     | SE        | Agriculteur                      |
| 30 juin 1860                                                              | 17 mai 1908        | Louis Gabriel Émile Leger        |           | Propriétaire exploitant          |
| 18 juin 1855                                                              | 30 juin 1860       | François Marin Saulnier          |           | Maréchal                         |
| 10 septembre 1848                                                         | 18 juin 1855       | Charles Auguste Godefroy-Lefranc |           | Propriétaire, rentier            |
| 19 septembre 1840                                                         | 10 septembre 1848  | Michel Jean Lemière              |           | Propriétaire                     |
| 24 août 1830                                                              | 19 septembre 1840  | François Le Bas                  |           | Propriétaire                     |
| 21 avril 1813                                                             | 24 août 1830       | Jacques-Paul Bougon              |           | Journalier                       |
| 7 novembre 1812                                                           | 21 avril 1813      | Bernardin Collet                 |           |                                  |
| 17 février 1806                                                           | 7 novembre 1812    | François Le Bas                  |           | Propriétaire                     |
| 10 germinal an VII                                                        | 17 février 1806    | Thomas Bisson                    |           | Laboureur                        |
| 19 frimaire an I                                                          | 10 germinal an VII | Guillaume Adam                   |           |                                  |
| 4 décembre 1791                                                           | 19 frimaire an I   | Jacques Sassier                  |           |                                  |
| 23 janvier 1791                                                           | 4 décembre 1791    | Michel Lemière                   |           | Laboureur                        |
| 21 février 1790                                                           | 23 janvier 1791    | Jacques Mazier                   |           | Curé de la paroisse              |
| Source : Municipalité de Vrigny et les archives départementales de l'orne |                    |                                  |           |                                  |

## Démographie
Ses habitants sont appelés les Vrignois et le Vrignoises.
En 2021, la commune comptait 371 habitants. Depuis 2004, les enquêtes de recensement dans les communes de moins de 10 000 habitants ont lieu tous les cinq ans (en 2007, 2012, 2017, etc. pour Vrigny) et les chiffres de population municipale légale des autres années sont des estimations.
Vrigny a compté jusqu'à 603 habitants en 1841.
| 1793 | 1800 | 1806 | 1821 | 1836 | 1841 | 1846 | 1851 | 1856 |
| ---- | ---- | ---- | ---- | ---- | ---- | ---- | ---- | ---- |
| 582  | 417  | 595  | 565  | 569  | 603  | 554  | 577  | 566  |

| 1861 | 1866 | 1872 | 1876 | 1881 | 1886 | 1891 | 1896 | 1901 |
| ---- | ---- | ---- | ---- | ---- | ---- | ---- | ---- | ---- |
| 557  | 508  | 510  | 477  | 487  | 493  | 458  | 436  | 423  |

| 1906 | 1911 | 1921 | 1926 | 1931 | 1936 | 1946 | 1954 | 1962 |
| ---- | ---- | ---- | ---- | ---- | ---- | ---- | ---- | ---- |
| 411  | 404  | 404  | 387  | 396  | 351  | 423  | 387  | 393  |

| 1968 | 1975 | 1982 | 1990 | 1999 | 2007 | 2012 | 2017 | 2020 |
| ---- | ---- | ---- | ---- | ---- | ---- | ---- | ---- | ---- |
| 346  | 304  | 326  | 302  | 320  | 337  | 339  | 377  | 374  |

## Économie
L’activité économique de Vrigny s’appuie sur différents secteurs :

### Service
- Centre communal d'action sociale, CCAS de Vrigny
- Services forestiers, Groupement Forestier du Bois des Moines
- FILDOM, Conseil pour les affaires et la gestion

### Sport / Loisirs
- Gîte rural

### Artisanat, commerce
- Maçonnerie générale et gros œuvre de bâtiment
- Menuiserie ébénisterie
- Jardinier paysagiste
- Location de logements

### Exploitations agricoles
Deux GAEC, une EARL et un haras (pension et élevage de chevaux).

## Culture locale et patrimoine

### Lieux et monuments

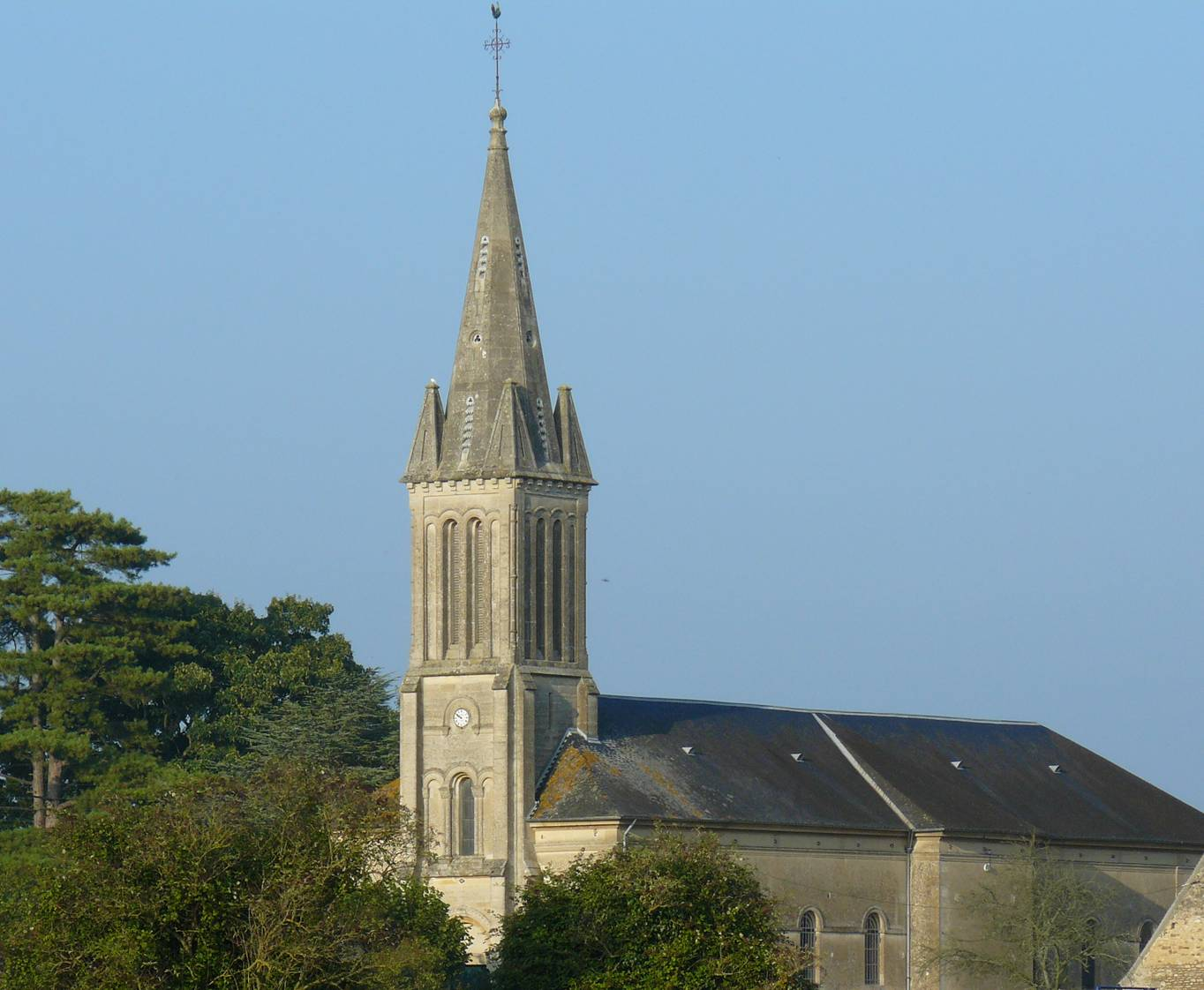
Vue de l'église, sur la route du Poirier.

#### L'église Saint-Martin
L'église Saint-Martin est une construction unique dans la région d’Argentan, typique de la première moitié du XIXe siècle, édifiée selon le modèle des clochers de la plaine de Caen.  Elle abrite notamment :
- deux autels latéraux en bois peint avec un retable à fronton triangulaire constitué de pierre et de bois et un tombeau d’autel rectangulaire en marbre blanc ;
- le « maître autel » est admirable par son retable classique en pierre à quatre colonnes corinthiennes et par l’entablement qui supporte un fronton cintré, orné d’une « gloire » ;
- des statues de Vierge à l'Enfant, de saint Martin et de saint Pierre ;
- un tableau de l’Assomption.
- six vitraux éclairant le chœur, réalisés en 1893 par le maître verrier Duhamel-Marette d'Évreux.

#### Autres lieux et monuments
Une stèle a été érigée en l'honneur d'Auguste Butot originaire de Paris et de Jean Gilbert d'Ille-et-Vilaine, tous deux exécutés sauvagement dans la commune en 1944.
L’étang, l'un des grands du département de l'Orne, est une zone naturelle d'intérêt écologique, faunistique et floristique, notamment pour son intérêt ornithologique, étant une halte migratoire pour de nombreux oiseaux d'eau. Le site abrite, de surcroit, une végétation importante dont bon nombre de raretés protégées au niveau régional ou national.

### Personnalités liées à la commune
- René Vauquelin, marquis de Vrigny (1722 - 1794). Ancien capitaine de cavalerie, chevalier de Saint-Louis, grand bailli d'épée du bailliage d'Alençon et député de la noblesse aux États Généraux en 1789.
- Jean-René Gougeon, dit Le Pape de Vincennes, né en 1928 à Vrigny et mort le 4 juillet 2008 à Argentan (Orne). Driver de trot attelé, vainqueur à huit reprises du Prix d'Amérique.